# Chaetodexia keiseri
Chaetodexia keiseri är en tvåvingeart som beskrevs av Louis-Paul Mesnil 1976. Chaetodexia keiseri ingår i släktet Chaetodexia och familjen parasitflugor.
Artens utbredningsområde är Madagaskar. Inga underarter finns listade i Catalogue of Life.